# Göran Ax

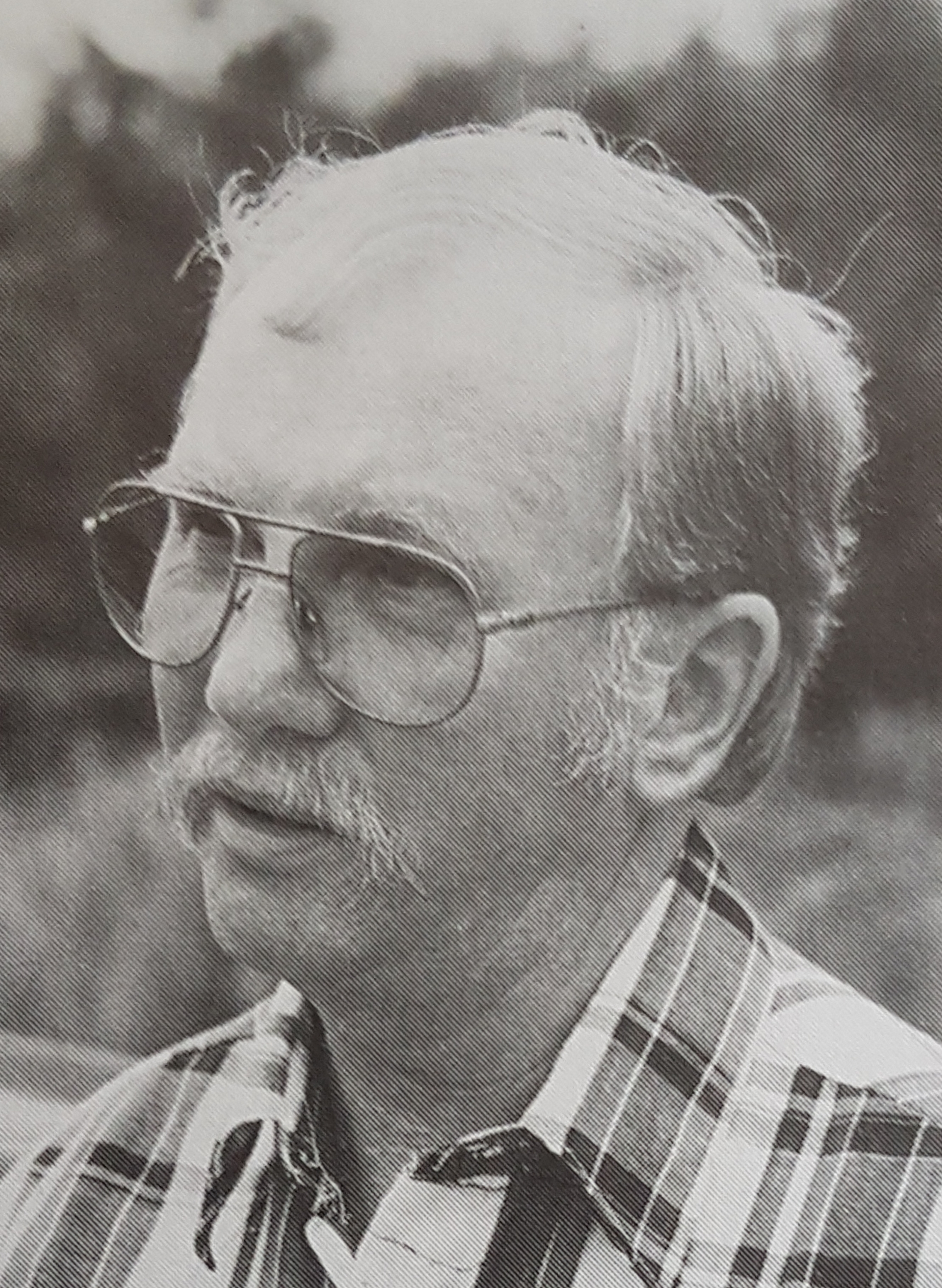
Göran Ax

Ulf Göran Ax, född 3 december 1942 i Linköping, död 24 februari 2018 i Eslövs kommun, var en svensk flygare.
Ax var jaktpilot i Svenska flygvapnet där han flög SaabJ 29 och Saab J 35. Efter att ha lämnat flygvapnet har han varit verksam som pilot vid SAS. Han var i många år svensk delegat vid FAIs International Gliding Commission.

## Tävlingar
Som segelflygare vann Ax flera SM-guld. Första SM-guldet vann han 1971 och det sista 2014. SM-brons vann han första gången 1965 och sista gången 2017. Göran Ax främsta tävlingsmeriter var två VM-guld: 
- 1972 Vrsac, Jugoslavien öppna klassen där han tävlade med i en Nimbus-2
- 1981 Paderborn, Västtyskland 15 metersklassen där han tävlade med i en ASW 20